# Кузнец (Нижегородская область)
Кузнец — деревня в составе Воздвиженского сельсовета в Воскресенском районе Нижегородской области.

## География
Находится на расстоянии примерно 28 километров по прямой на восток-северо-восток от районного центра поселка  Воскресенское.

## История
Известна с XIX века как деревня с марийским населением (марийское название Апшатнер), постепенно обрусевшим. Входила в Макарьевский уезд Нижегородской губернии. В 1859 году 21 двор и 147 жителей. В 1925 году отмечено 289 жителей. В советское время работали колхозы им.Сталина и им.Буденного. .

## Население
Постоянное население составляло 105 человек (русские 98%) в 2002 году, 78 в 2010 году .

## Достопримечательности
Марийская священная Апшатнерская роща и священная липа. Находятся в нескольких десятков метров на запад от дороги в Большое Поле.